# 卡尔米埃勒
卡尔米埃勒（希伯來語：‎，羅馬化：Karmiel；阿拉伯语：‎）是以色列的城市，位於該國北部，距離阿卡約20公里，由北部區負責管轄，面積19.188平方公里，海拔高度262米，2008年人口44,800，人口密度每平方公里2,335人。

## 友好城市
- 法國 梅斯

## 外部連結
- Karmiel Public Library
- Local Portal
- Karmiel Photo album